# Valea Greațca
Valea Greațca (monument al naturii) este o arie protejată de interes național ce corespunde categoriei a III-a IUCN (rezervație naturală de tip geomorfologic), situată în județul Caraș-Severin, pe teritoriul administrativ al comunei Mehadia.
Rezervația naturală aflată în partea nordică a satului Mehadia, în zona Dealurilor Banatului, în versantul sudic și sud-estic al Dealului Darnovacea, are o suprafață de 9 ha, și reprezintă un sill constituit dintr-un zăcământ de riodacit  format din rocă vulcanică de dacit și riolit, cu stâncării, grohotișuri, tufărișuri și pajiști naturale.

## Căi de acces
- Drumul național (DN67D) - Băile Herculane - Mehadia - Valea Greațca (amonte)